# 皂户王村 (利津县)
皂户王村，中华人民共和国山东省东营市利津县北宋镇所辖行政村。位于利津县西南部。全村人口41户，147人(2010年底)。耕地面积295亩。行政区划代码370522101256。